# Pollachiuria

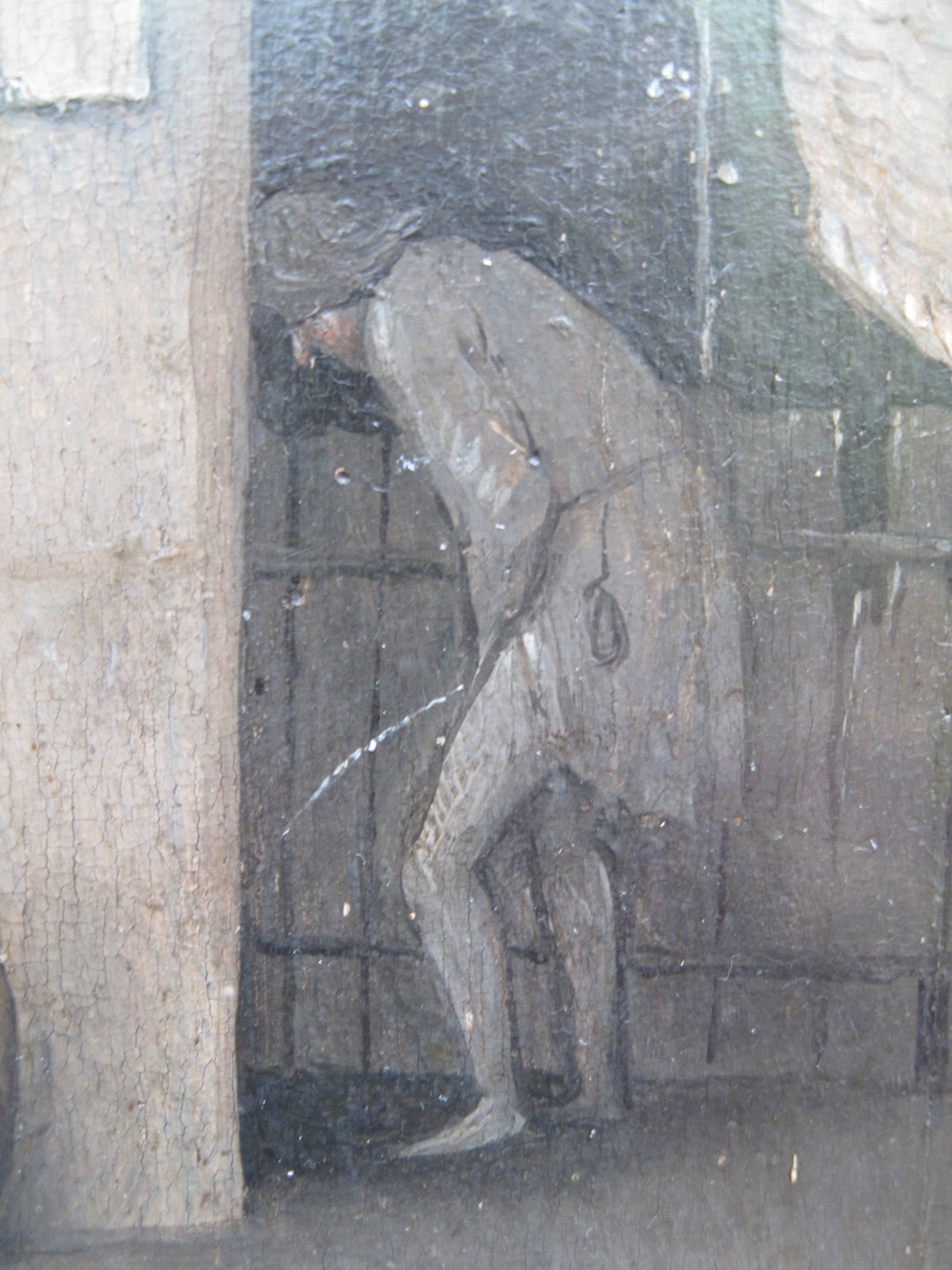
Dettaglio di Venditore ambulante di Hieronymus Bosch, 1494 ca.

La pollachiuria (conosciuta anche come minzione frequente o frequenza urinaria) è un segno clinico che si caratterizza per l'emissione con elevata frequenza di piccole quantità di urina. Si tratta pertanto della condizione clinica caratterizzata dalla necessità di urinare più spesso del solito. La causa più comune di minzione frequente per le donne e i bambini è un'infezione delle vie urinarie. La causa più comune di frequenza urinaria negli uomini anziani è l'iperplasia prostatica benigna (una prostata ingrossata).
La minzione frequente è fortemente associata a episodi di urgenza urinaria, che è l'improvvisa necessità di urinare. È spesso associata, anche se non necessariamente, a incontinenza urinaria e poliuria (l'emissione nelle 24 ore di un volume totale elevato di urina). Tuttavia, nella maggior parte dei casi, la pollachiuria comporta solo l'emissione di normali volumi di urina.

## Definizione
Il numero normale di minzioni nell'arco di una giornata varia in base all'età del paziente. Tra i bambini piccoli, ad esempio, urinare da 8 a 14 volte al giorno è da considerare nella norma. Questa frequenza minzionale tende a diminuire intorno a 6-12 volte nelle 24 ore per i bambini più grandi e si riduce ulteriormente fino a 4-6 volte al giorno tra gli adolescenti.

## Cause

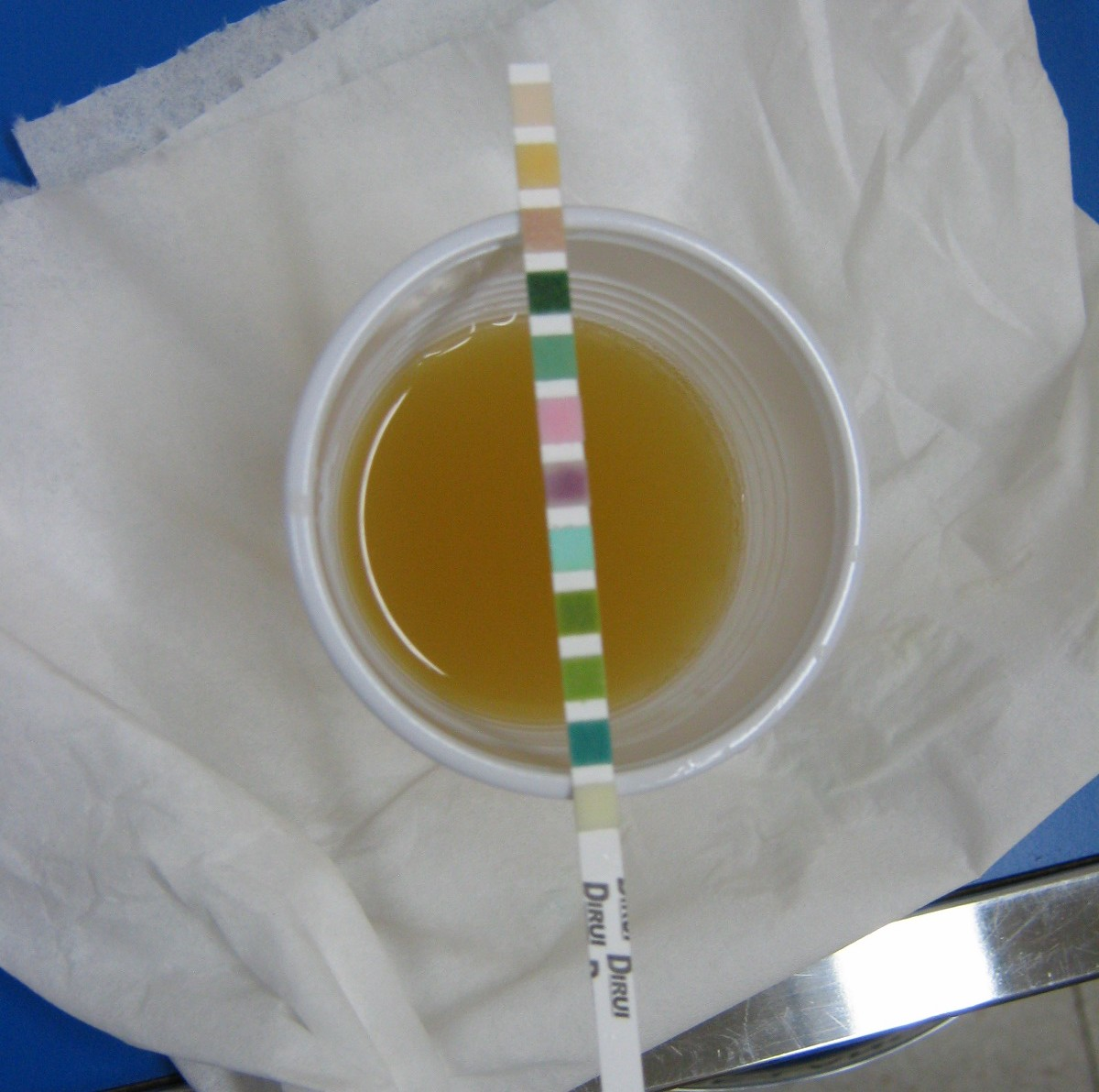
Le infezioni urogenitali, diagnosticabili tramite analisi delle urine, sono una causa comune di pollachiuria

Le cause più comuni di minzione frequente sono:
- Cistite interstiziale[2]
- Infezione delle vie urinarie (IVU)
- Iperplasia prostatica benigna (specie nel maschio adulto o anziano)
- Infiammazione/infezione uretrale
- Infiammazione/infezione vaginale
- Uso di farmaci diuretici

Le cause meno comuni di minzione frequente includono:
- Uso di alcool
- Bevande contenenti caffeina[3][4]
- Ansia o altre reazioni emozionali intense, ad esempio traumi psichici
- Gravidanza
- Obesità
- Diabete mellito in scarso controllo metabolico
- Cancro della vescica[5]
- Tumore della regione pelvica
- Calcoli renali
- Sindrome della vescica iperattiva
- Farmaci psichiatrici (ad esempio la clozapina)[6]
- Radioterapia al bacino
- Ictus cerebri
- Fecaloma
- Altre malattie cerebrali o del sistema nervoso centrale e periferico
- Ipercalciuria[7]

In gravidanza e nelle persone obese il verosimile meccanismo eziogenetico è correlato alla spinta meccanica dei visceri sulla vescica.

## Diagnosi
La diagnosi della causa sottostante richiede una valutazione attenta e approfondita. In genere gli esami che debbono essere eseguiti per escludere le possibili cause sopra elencate includono: un esame completo delle urine, l'urinocoltura, la citologia urinaria su tre campioni, un esame urodinamico comprendente la cistometria e lo studio della pressione vescicale e del flusso, la cistoscopia, l'esame ecografico dei reni e delle vie urinarie con valutazione del ristagno di urina nella vescica dopo la minzione, e talvolta alcuni specifici test che verificano la funzionalità del sistema nervoso periferico.

## Trattamento
Il trattamento varia in base alla causa della pollachiuria. In alcuni casi può essere necessario assumere antibiotici e antinfiammatori o antidolorifici per alleviare il disturbo.